# Fillsarby
Fillsarby är en by i Tegelsmora socken i Tierps kommun, norra Uppland. Fillsarby ligger cirka 10 kilometer nordost om Örbyhus. Byn består av enfamiljshus samt bondgårdar. 
Länsväg C 734 och länsväg C 735 möts i Fillsarby.
Byn omtalas första gången 1540 (Philpenssareby). Då fanns här 4 mantal skatte. Från 1547 fanns endast 3 mantal skatte kvar i byn.